# Den Oudsten B88
De Den Oudsten B88 is een busmodel van de voormalige Nederlandse busbouwer Den Oudsten. De B88 werd geproduceerd in de periode 1988-1995. Het bustype is in samenspraak met het Verenigd Streekvervoer Nederland ontworpen.

## Het ontstaan van de Den Oudsten B88
Eind jaren tachtig was de standaard streekbus, een model dat in nauwelijks gewijzigde vorm werd gebouwd sinds 1967, aan vervanging toe. Hierom werden door Hainje en Den Oudsten in 1988 prototypes gebouwd. Rond diezelfde tijd werd echter het concept van een Nederlandse standaardbus losgelaten. Den Oudsten ontwierp daarom een eigen model model dat geïntroduceerd werd in 1988 (B88 = bus 1988). De B88 werd vrijwel uitsluitend voor de Nederlandse markt gebouwd, uitgezonderd in totaal 19 bussen voor de Vlaamse Vervoermaatschappij De Lijn en een demonstratiemodel voor Chili.

## Varianten van de Den Oudsten B88

### DAF MB230
De eerste variant die van de Den Oudsten B88 op de markt kwam was een 12-meter streekbus die gebouwd was op het MB230-chassis van DAF. Het was een hogevloerbus met de motor liggend in het midden onder de vloer (underfloor motor).
In 1988 werden drie prototypen gebouwd: de 4000 voor de VAD, de 4001 voor Westnederland (in 1990 verkocht aan Centraal Nederland) en de 4002 voor de GSM.
De Den Oudsten B88 op DAF MB230-onderstel was tot in 1992 leverbaar. Deze bussen werden door Centraal Nederland, Westnederland (dat ze al vrij snel verkocht aan Centraal Nederland), de Friese Autobus Maatschappij (FRAM), de Groninger Autobusdienst Onderneming (GADO), de Drentse Vervoer Maatschappij (DVM), de Gelderse Streekvervoer Maatschappij (GSM), De Noord-Westhoek (NWH) en de Verenigde Autobus Diensten (VAD) aangeschaft. De bussen waren genummerd in de 4000-/4100-/4200-/4300-/4500-/4700-serie.

### DAF MB230 kort
In 1990 en 1991 zijn twee series 10-meterbussen gebouwd voor de GSM op een verkort MB230-chassis. De bussen waren ingedeeld in de 6300- en 6500-serie.

### DAF SB220
In 1988 werd de Den Oudsten B88, gebouwd op een DAF-SB220-chassis, gepresenteerd. Net zoals de B88-MB230 was dit een 12-meter streekbus, alleen had de SB220 een knielinstallatie. Instappen werd makkelijker, al moesten nog wel trappen overwonnen worden bij het instappen. De zitplaatsen in het voorste deel waren lager gesitueerd dan in het achterste deel. De DAF SB220'ers hadden de motor liggend achterin (heckmotor).
De Den Oudsten B88 op DAF SB220-onderstel was tot in 1995 leverbaar. Deze bussen werden voornamelijk aangeschaft door de BBA, NZH, Verenigd Streekvervoer Limburg (VSL), Westnederland, Zuidooster en Zuid-West-Nederland (ZWN).
De SB220'ers waren genummerd in de 5000-5400-serie en de 4900-serie.

### DAF SB220 kort
In 1989 en 1991 werden aan Westnederland twee series 10-meterbussen afgeleverd die gebouwd waren op een verkort DAF-SB220-onderstel. De bussen waren genummerd in de 6300-serie. Ook de NZH heeft dit type bus afgenomen.

### DAF SBG220
In 1992 kwamen bij Westnederland twee series DAF-Den Oudsten gelede bussen in dienst. Deze bussen waren gebouwd op een SBG220-onderstel. De bussen waren genummerd in 7100-7108 en 7760-7769. Het waren 'duwbakken', wat wil zeggen dat de heckmotor zich achter in de aanhangwagen bevond. Ze deden dienst tot 2005.

### Volvo B10M
De Den Oudsten B88 werd ook gebouwd op chassis van het Zweedse merk Volvo. Het B10M-chassis was bestemd voor de bouw van 12-meter hogevloerbussen. Het was dus een concurrent voor de DAF MB230.
De Den Oudsten B88 op Volvo B10M-onderstel werd vooral geleverd aan de BBA, de Gelderse Streekvervoer Maatschappij (GSM), het GVA, de VAD en de TET. De Volvo's waren ondergebracht in de 1300-serie, de 1800-serie, de 3300-serie, de 4200-serie en de 4500-serie.
Voor het GVA werd in 1989 een serie trolleybussen gebouwd op Volvo B10M-chassis. Deze bussen waren genummerd van 0172 tot en met 0182 (na overname door Connexxion 5172-5182). De elektrische installatie in deze bussen was van de Duitse firma Kiepe. In 2013 werden de laatste trolleybussen buiten dienst gesteld.

### Volvo B10M kort
Naast een Volvo 12-meterbus met een B88-carrosserie, was er ook een Volvo 10-meterbus met B88-carrosserie leverbaar. Deze bussen werden voornamelijk door de VAD besteld. Deze bussen waren ondergebracht in de 6300- en 6500-serie.

### Volvo B10MG
Van de Den Oudsten B88 was ook een hogevloer-gelede bus leverbaar. In 1989 werd deze variant gepresenteerd en zou tot en met 1993 worden gebouwd. Dergelijke bussen zijn afgeleverd aan het GVB Amsterdam, het GVA, het GVU en de GSM. De bussen van het GVA en de GSM waren ondergebracht in de 7100- en de 7700-serie.

### Volvo B10R
In 1989 werd de Den Oudsten B88, gebouwd op een Volvo B10R-chassis, gepresenteerd. Het B10R-chassis was bestemd voor de bouw van semi-lagevloerbussen met een motor achterin. Tot en met 1993 zou dit bustype uitsluitend worden geleverd aan Stadsbus Maastricht.

## Opvolger van de Den Oudsten B88
Al in 1989 introduceerde Den Oudsten een nieuwer model, de Alliance. Toch bleef de B88, mede door de reeds geplaatste grote orders uit onder andere Amsterdam (GVB) en Utrecht (GVU), nog tot in 1993 in productie (in 1995 werd nog een serie van 11 stuks aan de NZH geleverd). Naast de drie prototypes werden in totaal 1244 B88's gebouwd.

## Museumbussen
Tot op heden zijn de volgende Den Oudsten B88'ers vertegenwoordigd in de collecties van museumautobusstichtingen:
| Nummer | Serie       | Bedrijf | Bouwjaar | Kenteken | Bewaard door                      | Type        | Afbeelding |
| ------ | ----------- | ------- | -------- | -------- | --------------------------------- | ----------- | ---------- |
| 5128   | 5100-5129   | NZH     | 1988     | VD-68-HT | Haags Bus Museum                  | DAF SB220   |            |
| 5171   | 5164-5173   | ZO      | 1989     | VD-45-XX | Stichting Historische Autobussen  | DAF SB220   |            |
| 61     | 59-68       | GVA     | 1989     | VF-15-XH | Stichting Trolleymaterieel Arnhem | Volvo B10M  |            |
| 4169   | 4156-4181   | VAD     | 1989     | VF-67-LX | Stichting Veteraan Autobussen     | DAF MB230   |            |
| 969    | 969-972     | BBA     | 1989     | VF-15-HY | Stichting Historische Autobussen  | Volvo B10M  |            |
| 519    | 519-534     | GVU     | 1990     | VJ-84-DT | Nationaal Bus Museum              | Volvo B10MG |            |
| 0-535  | 0-533/0-542 | VSL     | 1990     | VJ-09-YF | Stichting Veteraan Autobussen     | DAF SB220   |            |
| 4601   | 4596 - 4602 | DVM     | 1991     | VL-38-TL | Streekbusmuseum Hoeksewaard       | DAF MB230   |            |